# Yes và no
Yes và no, hoặc các cặp từ có nghĩa tương tự, là biểu đạt để khẳng định và phủ định trong vài ngôn ngữ bao gồm tiếng Anh. Một số ngôn ngữ có sự khu biệt giữa câu trả lời khẳng định với câu trả lời phủ định và có thể có hệ ba dạng hoặc hệ bốn dạng.
Do sự khác biệt giữa các ngôn ngữ nên trong các ngôn ngữ khác nhau, các từ tương ứng với yes và no có nhiều cách sử dụng khác nhau, và có những ngôn ngữ không có từ tương ứng với yes cho mọi câu trả lời khẳng định cũng như không có từ tương ứng với no cho mọi câu trả lời phủ định, khiến việc phiên dịch trở nên khá khó khăn. Ví dụ trong tiếng Việt, từ "không" có thể coi là dùng được cho hầu như mọi câu trả lời phủ định, nhưng không có từ nào có thể dùng cho mọi câu trả lời khẳng định cả, trong những bản dịch kém từ ngoại ngữ thì từ "có" hay được dùng một cách tùy tiện để dịch câu khẳng định mặc dù "có" vốn không có nghĩa khẳng định và không thể dùng cho mọi trường hợp khẳng định.